# غار ریواس سیا ناو (غار)
اشکفت ریواس سیا ناو (غار) مربوط به دوران پیش از تاریخ ایران باستان است و در شهرستان مریوان، روستای سیاناو واقع شده و این اثر در تاریخ ۲۷ مرداد ۱۳۸۲ با شمارهٔ ثبت ۹۶۱۹ به‌عنوان یکی از آثار ملی ایران به ثبت رسیده است.